# Flaminica diale
La Flaminica diale era nell'antica Roma la moglie del flamine diale, il sacerdote preposto al culto di Giove e, in quanto tale, rivestiva un'importanza particolare dai riflessi pubblici di notevole rilievo.
Il flamine diale, infatti, era circonfuso da grande sacralità in quanto quasi personificazione vivente di Giove, di cui celebrava i riti, e godeva di grandi onori, ma, proprio per la sua funzione, era sottoposto a molteplici limitazioni, divieti e obblighi, che in parte si estendevano alla propria moglie, la flaminica diale. 
Secondo Gellio, anche la flaminica diale doveva osservare divieti simili (eaedem ferme caerimoniae sunt flaminicae Dialis), più altri suoi particolari (alias seorsum aiunt observitare): doveva portare una veste colorata (quod venenato operitur), doveva mettere un germoglio di albero "felice" nello scialle (et quod in rica surculum de arbore felici habet), non doveva salire più di tre scalini se non si trattava di una scala "greca" cioè coperta da entrambi i lati (et quod scalas, nisi quae Graecae appellantur, escendere ei plus tribus gradibus religiosum est atque etiam), quando partecipava alla processione degli Argei non si doveva ornare la testa, né pettinare i capelli (cum it ad Argeos, quod neque comit caput neque capillum depectit).